# Racing Mange
Racing Mange, född 16 april 2013 i Grimeton utanför Varberg i Hallands län, är en svensk varmblodig travhäst. Han tränas och körs av Joakim Lövgren.
Racing Mange började tävla i augusti 2015 och tog sin första seger i femte starten. Han har till juli 2021 sprungit in 5,3 miljoner kronor på 70 starter varav 13 segrar, 11 andraplatser och 12 tredjeplatser. Han har tagit karriärens hittills största segrar i Kymi Grand Prix (2019) och Gulddivisionens final (mars 2020). Han har även kommit på andraplats i Svensk Uppfödningslöpning (2015) och Silverdivisionens final (juni 2018) samt på tredjeplats i Svenskt Mästerskap (2018, 2019) och H.K.H. Prins Daniels Lopp (2021).
Han deltog i 2020 års upplaga av Elitloppet och slutade på sjätteplats i finalen.